# 微熱 (UAの曲)
『微熱』（びねつ）は、2022年3月16日に歌手のUAが発売した配信限定シングル。

## 解説
GEZANのフロントマン、マヒトゥ・ザ・ピーポーよりUAの25周年を祝いプレゼントされた楽曲。さらにマヒトゥ・ザ・ピーポーはミュージックビデオの監督も務めた。ビデオにはスケーターのKento Yoshioka、モデルのCourtneyが出演している。

EP『Are U Romantic?』から先行シングルとしてリリースされた。

## 収録曲
1. 微熱 (4:23)
作詞・作曲：マヒトゥ・ザ・ピーポー

## クレジット[2]
- 作詞、作曲：マヒトゥ・ザ・ピーポー (GEZAN)
- 編曲：荒木正比呂

- ボーカル：UA
- ギター：西田修大
- ベース、チェレスタ：鈴木正人
- ラップ：TAKUMI
- コーラス：神田智子、UA

- レコーディング・エンジニア：渡辺佳志 (Victor Studio)
- ミキシングエンジニア：D.O.I.
- マスタリング・エンジニア：Randy Merrill（英語版）

- 出演：吉岡賢人, Courtney

- MV監督：マヒトゥ・ザ・ピーポー
- 写真：水谷太郎
- カメラ：高司玲
- 照明：佐伯琢磨

- スタイリスト：亘つぐみ
- ヘアー：松浦美穂
- メイクアップアーティスト：COCO

## リリース日一覧
| 地域 | リリース日    | レーベル          | 規格     | 規格品番 | 備考         |
| ---- | ------------- | ----------------- | -------- | -------- | ------------ |
| 日本 | 2007年3月16日 | SPEEDSTAR RECORDS | 音楽配信 |          | ハイレゾ版有 |

## 収録アルバム

### 微熱
| アルバム            | リリース日    | 備考 |
| ------------------- | ------------- | ---- |
| 『Are U Romantic?』 | 2002年5月25日 | -    |

### 音楽配信
- 微熱 - mora
- 微熱 - AWA
- 微熱 - YouTube Music プレイリスト
- 微熱 - Spotify
- 微熱 - Apple Music